# Tau Ceti
Tau Ceti (τ Cet, τ Ceti) este o stea din constelația Balena, care este spectral similară cu Soarele, deși are doar aproximativ 78% din masa Soarelui. La o distanță de doar 11,8 ani-lumină de Sistemul Solar, este o stea relativ apropiată, fiind de asemenea cea mai apropiată stea solitară de clasa G8Vp. Steaua pare stabilă, cu mici variații stelare.
Tau Ceti este metalo-dificitară, ceea ce înseamnă absența planete gigantice și prezența câtorva planete de piatră. În urma observațiilor s-a detectat de zece ori mai mult praf în jurul lui Tau Ceti decât în jurul Sistemului solar.
Din decembrie 2012, s-au găsit dovezi că există eventual cinci planete care orbitează în jurul lui Tau Ceti, existând posibilitatea ca măcar una din ele să fie în așa numita zonă de viață. Din cauza discului său de resturi, orice planetă care o orbitează pe Tau Ceti ar putea fi supusă unui impact mult mai des decât Pământul. În ciuda acestui obstacol pentru condițiile de trai, caracteristicile sale foarte asemănătoare cu ale Soarelui au creat un interes deosebit asupra acestei stele. Având în vedere stabilitatea ei, similitudinea și proximitate relativă ca cea a Soarelui, Tau Ceti este in mod constant listat ca un obiectiv pentru Search for Extra-Terrestrial Intelligence (SETI), și acesta apare în multe lucrări literare științifico-fantastice.

## Denumire
Tau Ceti nu are un nume tradițional larg-recunoscut.
Denumirea de "Tau Ceti" este denumirea Bayer pentru această stea, stabilită în 1603 ca parte a catalogului stelar Uranometria a cartografului ceresc german Johann Bayer: ea este "numărul T" în secvența lui Bayer a constelației Balena (Cetus). Ea are numele propriu zis Durre Menthor, care provine de la arabicul Al Durr' Al-Manthūur (الدرر المنثور), care înseamnă Perlele Risipite (a unui Colier Stricat). În catalogul de stele Calendarium a lui Al Achsasi al Mouakket, scris la Cairo în jurul lui 1650, această stea a fost desemnată Thālith al Naʽāmāt (تالت ألنعامة - taalit al naʽāmāt), care se traduce în limba latină ca Tertia Struthionum, ceea ce înseamnă al treilea struț. Aceasta stea, împreună cu η Cet (Deneb Algenubi), θ Cet (Thanih Al Naamat), ζ Cet (Baten Kaitos), și υ Cet, sunt Al Naʽāmāt (ألنعامة), Găina Struț.
În Chineză, the "Ambarul Cerestru Pătrat" (chineză: 天倉; pinyin: Tiān Cāng) se referă la asterism din care face parte τ Ceti, ι Ceti, η Ceti, ζ Ceti, θ Ceti și 57 Ceti. Consequently, τ Ceti itself is known as the "Fifth Star of Square Celestial Granary" (chineză: 天倉五; pinyin: Tiān Cāng wǔ).

## Viața și planetele
Principalii factori care stau la baza observărilor duse asupra lui Tau Ceti sunt caracteristicile sale asemănătoare Soarelui care ar putea fi cauza principală în existența unor posibile planete pe care s-ar putea întâlni anumite fome de viață.

### Planete
Pe 19 decembrie 2012, au fost prezentate probe care ne arată că este un sistem din cinci planete care orbitează în jurul lui Tau Ceti. Masa minimă a planetelor este estimată între două și șase mase a Pământului, cu perioade de rotație cuprinse între 14 și 640 zile. Una dintre ele, cu numele provizoriu Tau Ceti e, orbiteăză la o orbită aparentă care este de două ori mai mică față de Tau Ceti comparativ cu orbita Pământului față de Soare. Chiar dacă Tau Ceti este mai mic ca Soarele, planetele par să orbiteze în zona locuibilă a stelei. Planetary Habitability Laboratory (Laboratoul Habitabilității Planetare) a calculat că a două planetă Tau Ceti f ar fi într-un loc restrâns al zonei locuibile.
| b | 2,00 ± 0,79 | 13,965 ± 0,02 | 0,105 ± 0,006 | 0,16 ± 0,22 |
| c | 3,11 ± 1,40 | 35,362 ± 0,1  | 0,195 ± 0,01  | 0,03 ± 0,03 |
| d | 3,50 ± 1,59 | 94,11 ± 0,7   | 0,374 ± 0,02  | 0,08 ± 0,26 |
| e | 4,29 ± 2,00 | 168,12 ± 2,0  | 0,552 ± 0,02  | 0,05 ± 0,2  |
| f | 6,67 ± 3,50 | 642 ± 30      | 1,35 ± 0,1    | 0,03 ± 0,3  |